# 桜井市

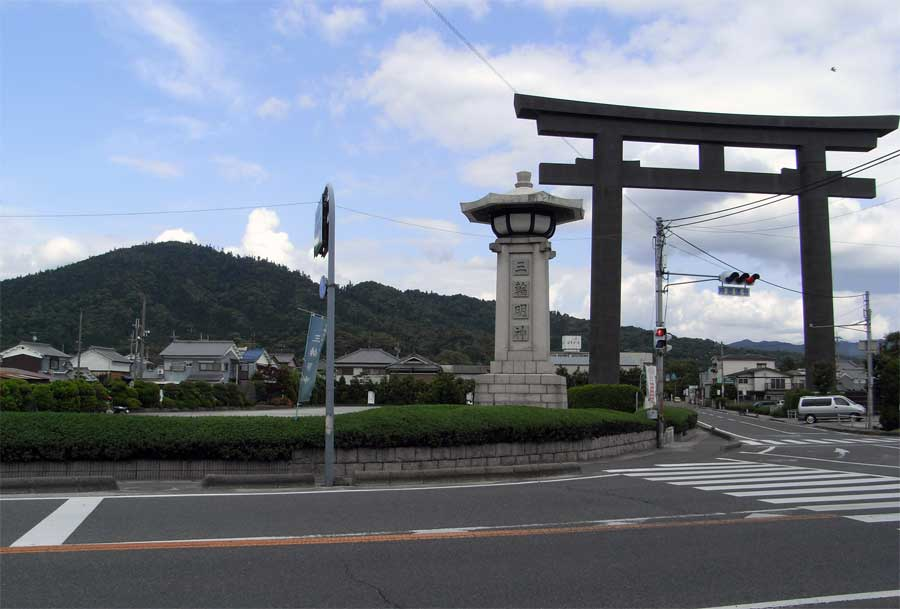
三輪山と大神神社大鳥居

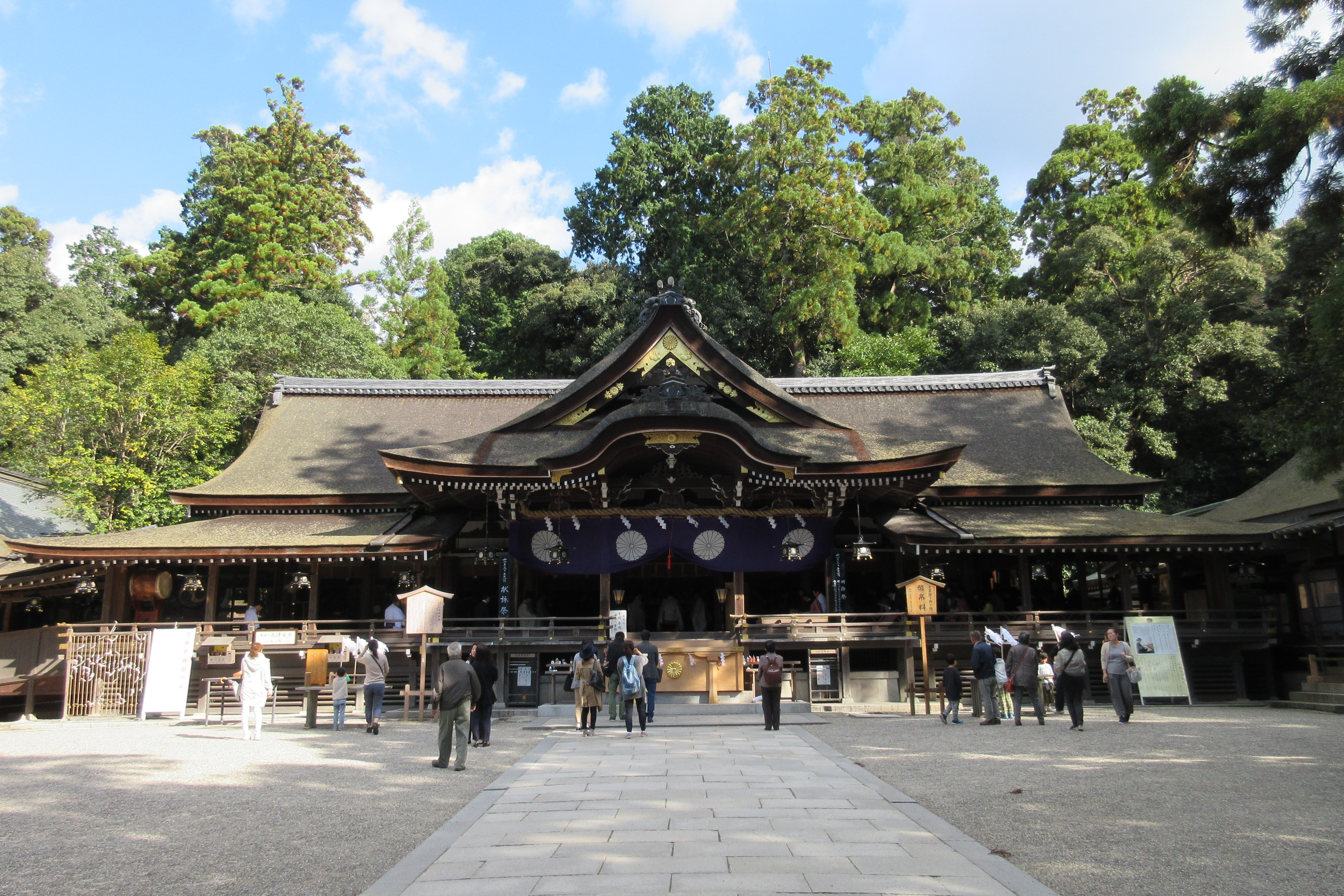
大神神社拝殿（重要文化財）

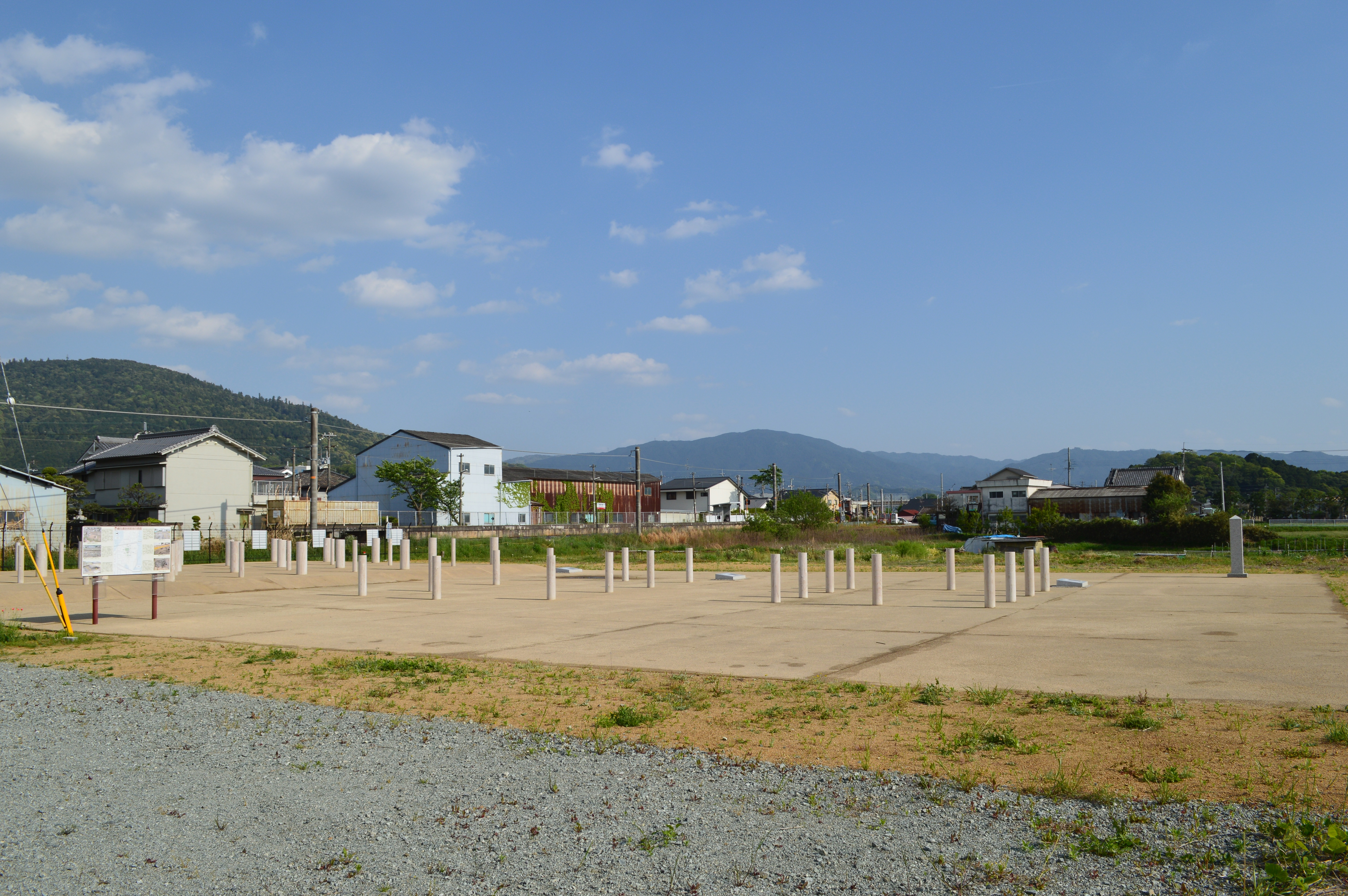
纒向遺跡（史跡）

桜井市（さくらいし）は、奈良県中部、中和地域に位置する市である。
縄文時代や弥生時代の土器の欠片が一般の畑などでも見られるなど歴史の深さを窺わせる。また、弥生時代や古墳時代の前方後円墳などの古墳が多く今日まで残る。そのためヤマト王権の中心的な地域であったと考えられ、その前期は三輪王権とも言われるが、今日の三輪地域を指しているとされる。
日本で最も古い神社の一つともいわれる三輪の大神神社、初瀬の長谷寺、多武峰の談山神社、等弥神社などの由緒ある社寺も数多く見られる。宗教的にも歴史が深く古代信仰の形体を知る上でも重要な地区である。また、土舞台（現桜井公園）は日本芸能発祥の地と言われ、“万葉のあけぼのの地”などと呼称されることもある。

## 地理

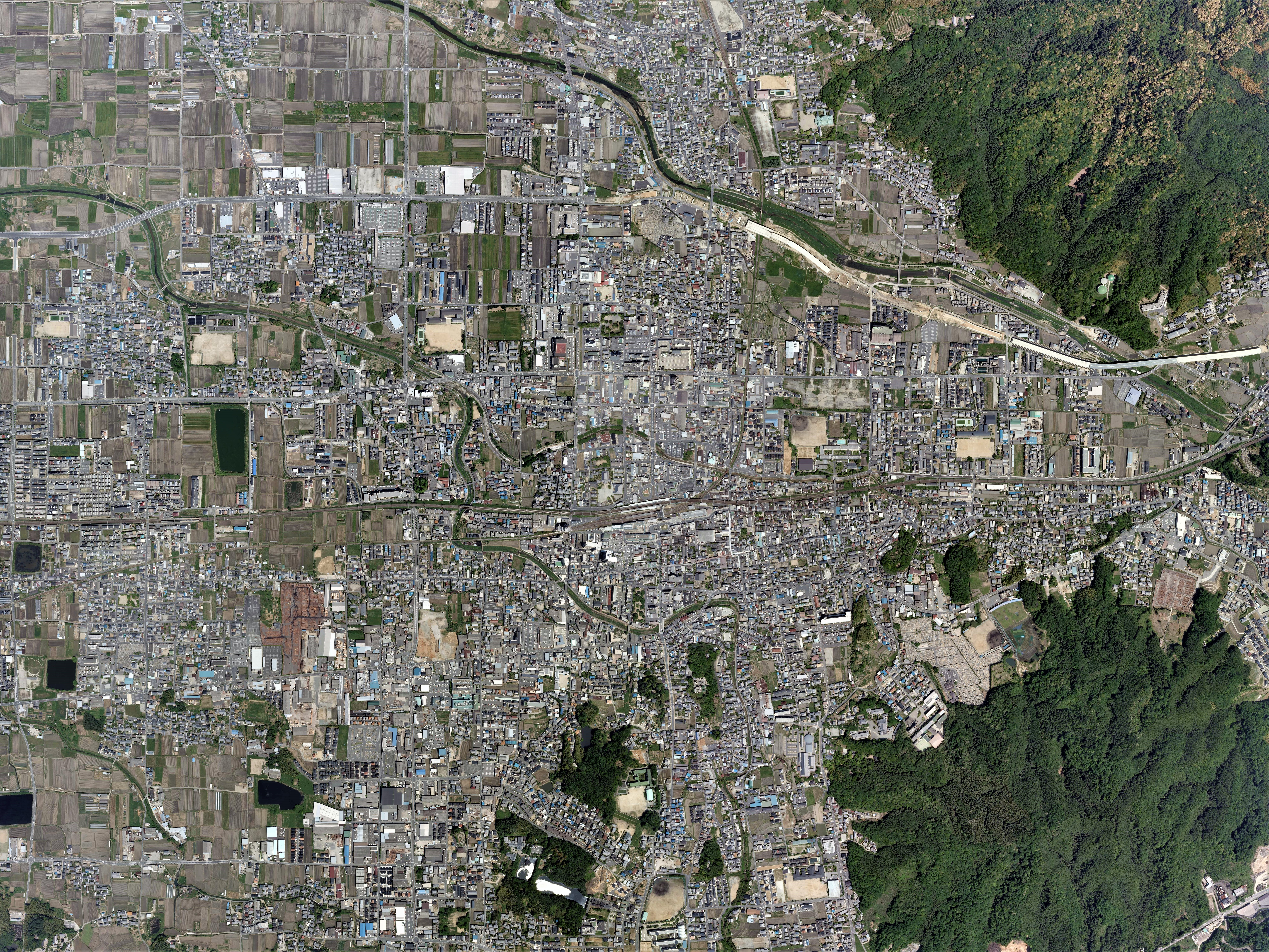
桜井市中心部周辺の空中写真。
2008年5月15日撮影の12枚を合成作成。。

市西部および北部は奈良盆地の東南に位置し、寺川や初瀬川（大和川）が流れる比較的平坦な田園地帯で、桜井駅および三輪駅周辺や国道165号沿線を中心として市街地を形成している。南部から東部にかけては竜門山地がそびえ立ち、その冷涼な気候を利用して大和茶や素麺の生産が行われている。なお、山間部の集落では過疎化が著しく、麓の市街地とは対照的な表情を見せている。

### 隣接する自治体
- 奈良市
- 橿原市
- 天理市
- 宇陀市
- 磯城郡田原本町
- 高市郡明日香村
- 吉野郡吉野町

## 歴史
- 1889年（明治22年）4月1日 - 町村制の施行により、十市郡桜井村・谷村・河西村・浅古村・下村・上之宮村の区域をもって桜井村が発足。
- 1890年（明治23年）11月18日 - 十市郡桜井村が町制施行して桜井町となる。
- 1893年（明治26年）5月23日 - 大阪鉄道（現・桜井線）が開業。
- 1896年（明治29年）3月29日 - 十市郡桜井町の所属郡が磯城郡に変更。
- 1942年（昭和17年）4月1日 - 磯城郡桜井町が同郡城島村を編入。
- 1954年（昭和29年）3月3日 - 磯城郡桜井町が同郡安倍村・多武峰村・朝倉村を編入。
- 1954年（昭和29年）7月1日 - 磯城郡桜井町の一部（大字笠間・安田）が宇陀郡榛原町に編入。
- 1956年（昭和31年）9月1日 - 磯城郡桜井町が同郡大福村・香久山村を編入。即日市制施行して桜井市となる。同時に市章を制定[2]。
- 1956年（昭和31年）9月30日 - 磯城郡上之郷村を編入。大字池尻・南山・戎外・木之本・下八釣・膳夫・出合・出垣内を橿原市に編入。この時点で、旧・上之郷村の地区が飛地になる。
- 1959年（昭和34年）2月23日 - 磯城郡初瀬町を編入。飛地を解消。
- 1963年（昭和38年）4月1日 - 磯城郡大三輪町を編入。
- 1969年（昭和44年）4月1日 - 大字角柄・柳を榛原町に編入。
- 2021年（平成29年）10月20日 - 新庁舎開庁式

### 市域の変遷
| 明治22年 | 明治23年 | 明治24年 | 明治25年 | 明治29年 | 昭和17年 | 昭和29年 | 昭和30年 | 昭和31年 | 昭和34年 | 昭和38年 | 現在   |
| -------- | -------- | -------- | -------- | -------- | -------- | -------- | -------- | -------- | -------- | -------- | ------ |
| 奈良県   |          |          |          |          |          |          |          |          |          |          |        |
| 十市郡   | 十市郡   | 十市郡   | 十市郡   | 磯城郡   | 磯城郡   | 磯城郡   | 磯城郡   | 桜井市   | 桜井市   | 桜井市   | 桜井市 |
| 大福村   |          |          |          |          |          |          |          | 桜井市   | 桜井市   | 桜井市   | 桜井市 |
| 香久山村 |          |          |          |          |          |          |          | 桜井市   | 桜井市   | 桜井市   | 桜井市 |
| 安倍村   | 安倍村   | 安倍村   | 安倍村   | 安倍村   | 安倍村   | 桜井町   | 桜井町   | 桜井市   | 桜井市   | 桜井市   | 桜井市 |
| 多武峰村 |          |          |          |          |          | 桜井町   | 桜井町   | 桜井市   | 桜井市   | 桜井市   | 桜井市 |
| 桜井村   | 桜井町   | 桜井町   | 桜井町   | 桜井町   | 桜井町   | 桜井町   | 桜井町   | 桜井市   | 桜井市   | 桜井市   | 桜井市 |
| 式上郡   | 式上郡   | 式上郡   | 式上郡   | 城島村   | 桜井町   | 桜井町   | 桜井町   | 桜井市   | 桜井市   | 桜井市   | 桜井市 |
| 城島村   |          |          |          | 城島村   | 桜井町   | 桜井町   | 桜井町   | 桜井市   | 桜井市   | 桜井市   | 桜井市 |
| 朝倉村   |          |          |          |          |          | 桜井町   | 桜井町   | 桜井市   | 桜井市   | 桜井市   | 桜井市 |
| 上之郷村 |          |          |          |          |          |          |          | 桜井市   | 桜井市   | 桜井市   | 桜井市 |
| 初瀬村   | 初瀬村   | 初瀬村   | 初瀬町   | 初瀬町   | 初瀬町   | 初瀬町   | 初瀬町   | 初瀬町   | 桜井市   | 桜井市   | 桜井市 |
| 三輪村   | 三輪村   | 三輪町   | 三輪町   | 三輪町   | 三輪町   | 三輪町   | 大三輪町 | 大三輪町 | 大三輪町 | 桜井市   | 桜井市 |
| 織田村   |          |          |          |          |          |          | 大三輪町 | 大三輪町 | 大三輪町 | 桜井市   | 桜井市 |
| 纏向村   |          |          |          |          |          |          | 大三輪町 | 大三輪町 | 大三輪町 | 桜井市   | 桜井市 |

## 行政

### 市長
- 長谷川明（先々代）
- 谷奥昭弘（先代　1期）
- 松井正剛（2011年12月2日就任、2期目）現職

### 市議会
- 議員定数は16名[3]。
- 議会は通常3月、6月、9月、12月の年4回開かれる。

なお、衆議院議員選挙の選挙区は「奈良県第3区」、奈良県議会議員選挙の選挙区は「桜井市選挙区」（定数：2）となっている。

## 経済

### 名産・特産

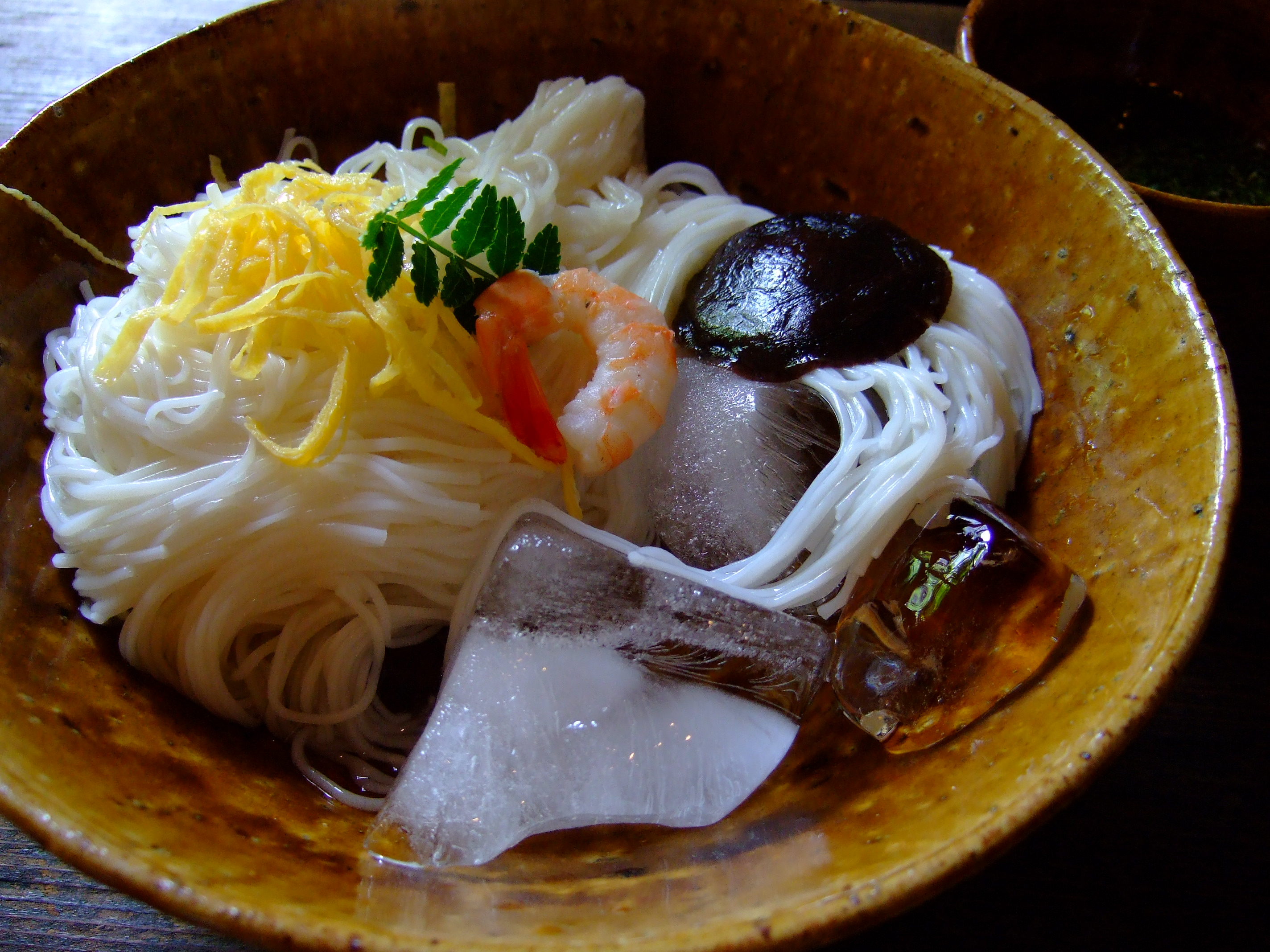
三輪素麺

奈良県各地の木材の集散地であるため、製材業が盛んである。そのため“木の町”と有名で、
木材製品の展示会や木材の工作室を子供たちや市民に対して開かれるなど、木材の振興も盛んである。
蜜柑の生産地としても有名で、山間部では蜜柑の生産農家が多い。また副業として手延べ素麺を製造している兼業農家も多く、その手延べ素麺は日本三大手延べ素麺“三輪素麺”として全国に知られ愛好者も多い。

### 主な企業
- 大和信用金庫
- 渋谷工業
- 名阪食品
- 三輪そうめん山本
- 旭製粉
- 中尾組
- 森井食品
- 中和コンストラクション
- スターバンク
- 奈良県中和営繕

### 金融機関
- 南都銀行
- 近畿労働金庫
- 三十三銀行
- 大和信用金庫
- りそな銀行

### 農業協同組合
- 奈良県農業協同組合（JAならけん）
  - 桜井しき・宇陀地区統括部 / 織田支店（芝）
  - 桜井支店（外山（とび））
  - 三輪支店（三輪）
  - 纒向支店（巻野内）
  - 初瀬支店（初瀬）
  - 上之郷支店（小夫（おおぶ））
  - 大福支店（大福）

### 日本郵政グループ
（※2014年6月現在）
- 日本郵便株式会社

- 桜井郵便局（粟殿（おおどの）） - 集配局。
- 纒向（まきむく）郵便局（巻野内）
- 桜井大泉郵便局（大泉）
- 三輪郵便局（三輪）
- 桜井戒重郵便局（戒重（かいじゅう））
- 桜井北本町郵便局（桜井）
- 桜井西本町郵便局（桜井）
- 桜井薬師郵便局（桜井）

- 安倍郵便局（阿部）
- 朝倉郵便局（慈恩寺（じおんじ））
- 桜井忍阪（おつさか）郵便局（忍阪）
- 初瀬郵便局（初瀬） - 元集配局。
- 上之郷郵便局（小夫）
- 大福簡易郵便局（大福） - 2016年5月16日から一時閉鎖。
- 桜井下簡易郵便局（上之宮）

- ゆうちょ銀行
  - 大阪支店　イオン桜井店内出張所（上之庄）（ATMのみ／ホリデーサービス実施）

その他簡易郵便局を除く各郵便局にATMが設置されており、桜井郵便局ではホリデーサービスを実施。
桜井市内各区域の郵便番号は「633-00xx」「633-01xx」（いずれも桜井郵便局の集配担当）となっている
。

## 友好都市
- 熊野市（三重県）- 1986年10月28日友好都市調印
- 大社町（島根県、現・出雲市）- 1989年10月2日友好都市調印
- シャルトル市（フランス共和国）- 1989年4月22日友好都市調印

## 地域

### 人口
| |                                        |  |
| 桜井市と全国の年齢別人口分布（2005年） | 桜井市の年齢・男女別人口分布（2005年） |  |
| ■紫色 ― 桜井市 ■緑色 ― 日本全国 | ■青色 ― 男性 ■赤色 ― 女性              |  |
| 桜井市（に相当する地域）の人口の推移 \| 1970年（昭和45年） \| 52,081人 \| \| \| 1975年（昭和50年） \| 54,314人 \| \| \| 1980年（昭和55年） \| 56,439人 \| \| \| 1985年（昭和60年） \| 58,894人 \| \| \| 1990年（平成2年） \| 60,262人 \| \| \| 1995年（平成7年） \| 63,225人 \| \| \| 2000年（平成12年） \| 63,248人 \| \| \| 2005年（平成17年） \| 61,130人 \| \| \| 2010年（平成22年） \| 60,146人 \| \| \| 2015年（平成27年） \| 57,244人 \| \| \| 2020年（令和2年） \| 54,857人 \| \| |                                        |  |
| 総務省統計局 国勢調査より |                                        |  |
| 1970年（昭和45年） | 52,081人                               |  |
| 1975年（昭和50年） | 54,314人                               |  |
| 1980年（昭和55年） | 56,439人                               |  |
| 1985年（昭和60年） | 58,894人                               |  |
| 1990年（平成2年） | 60,262人                               |  |
| 1995年（平成7年） | 63,225人                               |  |
| 2000年（平成12年） | 63,248人                               |  |
| 2005年（平成17年） | 61,130人                               |  |
| 2010年（平成22年） | 60,146人                               |  |
| 2015年（平成27年） | 57,244人                               |  |
| 2020年（令和2年） | 54,857人                               |  |

平成22年国勢調査（速報値）より前回調査からの人口増減をみると、1.61%減の60,146人であり、増減率は県内39市町村中9位。

奈良県統計
- 2007年10月1日現在 : 60,762人
- 人口増加率（2002年→2007年） : -2.4%

## 施設

### 消防
- 奈良県広域消防組合桜井消防署(消防広域化前は桜井市消防本部)
  - 桜井消防署桜南出張所（元・桜井分遣所。2019年4月に本署に整理統合されて廃止）[6]
  - 桜井消防署桜井東分遣所

### 学校教育
近年の少子化のため小学校の生徒数は減り続け、1学年1クラスの学校が増えている。

#### 小学校
- 桜井市立朝倉小学校
- 桜井市立安倍小学校
- 桜井市立織田小学校
- 桜井市立桜井小学校

- 桜井市立桜井西小学校
- 桜井市立桜井南小学校
- 桜井市立城島小学校
- 桜井市立大福小学校

- 桜井市立初瀬小学校
- 桜井市立纒向小学校
- 桜井市立三輪小学校

#### 中学校
- 桜井市立大三輪中学校
- 桜井市立桜井中学校
- 桜井市立桜井西中学校
- 桜井市立桜井東中学校

#### 高等学校
- 奈良県立桜井高等学校
- 奈良県立商業高等学校（旧：奈良県立桜井商業高等学校） ※奈良県立志貴高等学校（田原本町）を吸収合併して2005年度（平成17年度）入学生徒より現校名に。
- 関西中央高等学校（男女共学）（旧：桜井女子高等学校）、2024年度より休校中。

#### 大学校
- なら食と農の魅力創造国際大学校（旧　奈良県農業大学校）

### 社会教育
ホール・集会場
- まほろばセンター

公民館
- 桜井市民会館
- 中央公民館
- 桜井東ふれあいセンター
- 桜井西ふれあいセンター
- 桜井北ふれあいセンター
- 吉隠公民館

博物館
- 埋蔵文化財センター
- 大福吉備資料館

図書館
- 桜井市立図書館

体育施設
- 芝運動公園
- 市民総合体育館

その他
- 桜井市衛生センター

### その他
- 桜井自動車教習所
- 初瀬ダム

## 交通
大阪方面へ通勤、通学するため近鉄大阪線を利用する客が多く、朝夕の桜井駅は大変混雑する。また京都方面への通勤、通学客も見られ、京都まで直通列車がある大和八木駅へ行くため近鉄大阪線を利用する客も多い。正月の大神神社に訪れる初詣客は、主にJR桜井線を利用し三輪駅は普段の数十倍混雑する。また、国道169号も利用される。

### 鉄道
中心となる駅 : 桜井駅
- 西日本旅客鉄道（JR西日本）
  - 桜井線（万葉まほろば線） 巻向駅 - 三輪駅 - 桜井駅
- 近畿日本鉄道（近鉄）
  - D大阪線 大福駅 - 桜井駅 - 大和朝倉駅 - 長谷寺駅

#### 隣接市町村への連絡
橿原市
近鉄大阪線（耳成駅、大和八木駅）- 耳成駅は桜井・橿原市境に近く、当市からも直接利用できる。
JR桜井線（香久山駅）- 駅前を桜井・橿原市境が通るため、当市からも直接利用できる。
天理市
JR桜井線（柳本駅）
宇陀市
近鉄大阪線（榛原駅）

### バス
- 奈良交通
- 桜井市コミュニティバス

### 道路

#### 一般国道
- 国道169号
- 国道165号
- 国道166号

#### 主要地方道
- 奈良県道14号桜井田原本王寺線
- 奈良県道15号桜井明日香吉野線
- 奈良県道37号桜井吉野線
- 奈良県道38号桜井都祁線
- 奈良県道50号大和高田桜井線

#### 一般県道
- 奈良県道152号大三輪十市線
- 奈良県道153号三輪停車場線
- 奈良県道154号桜井停車場線
- 奈良県道155号多武峯見瀬線
- 奈良県道198号粟原榛原線
- 奈良県道199号慈恩寺三輪線
- 奈良県道200号慈恩寺桜井線
- 奈良県道247号笠天理線
- 奈良県道252号長谷寺停車場線

#### その他
- 中和幹線

## 名所・旧跡・観光スポット・祭事・催事

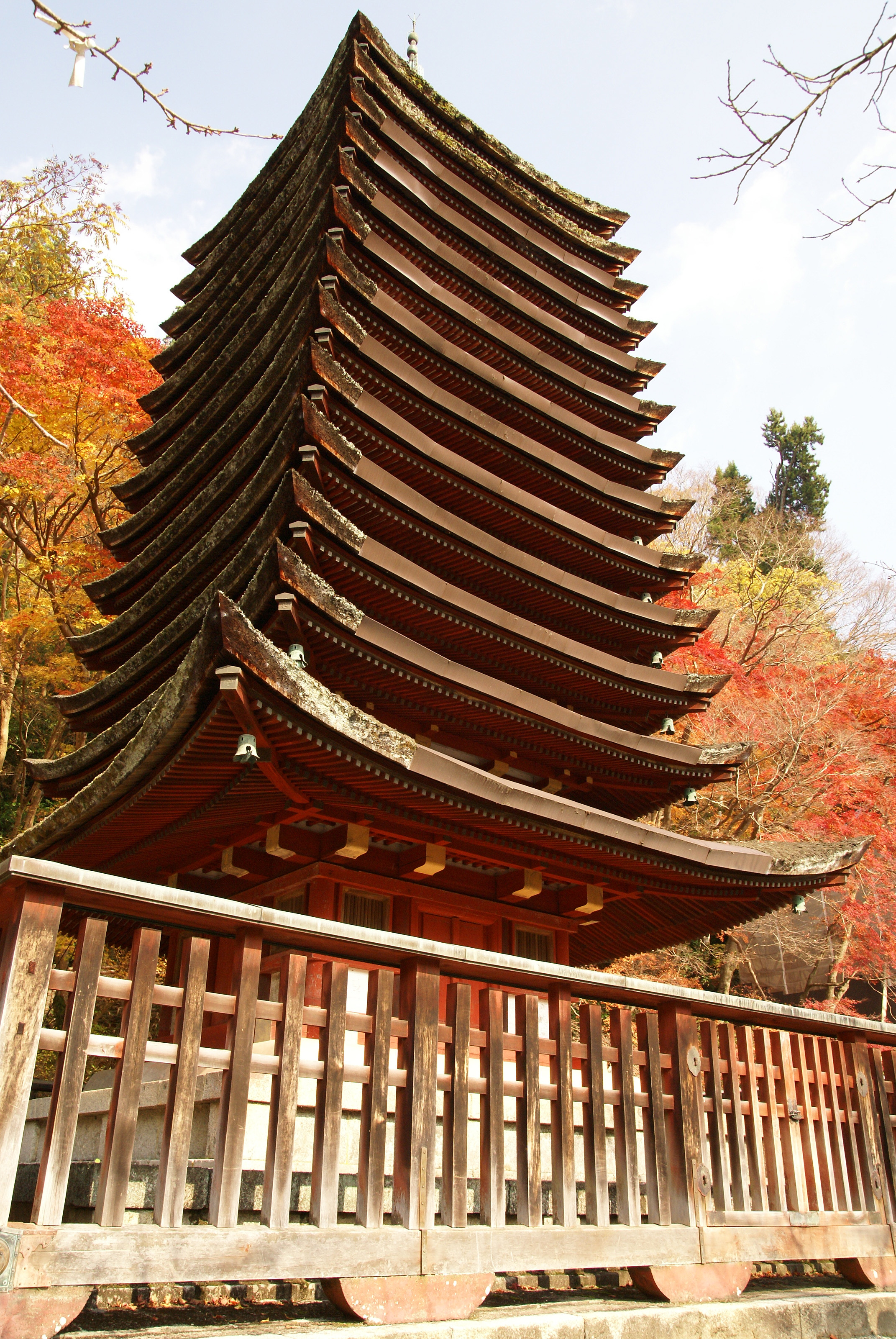
談山神社（十三重塔）

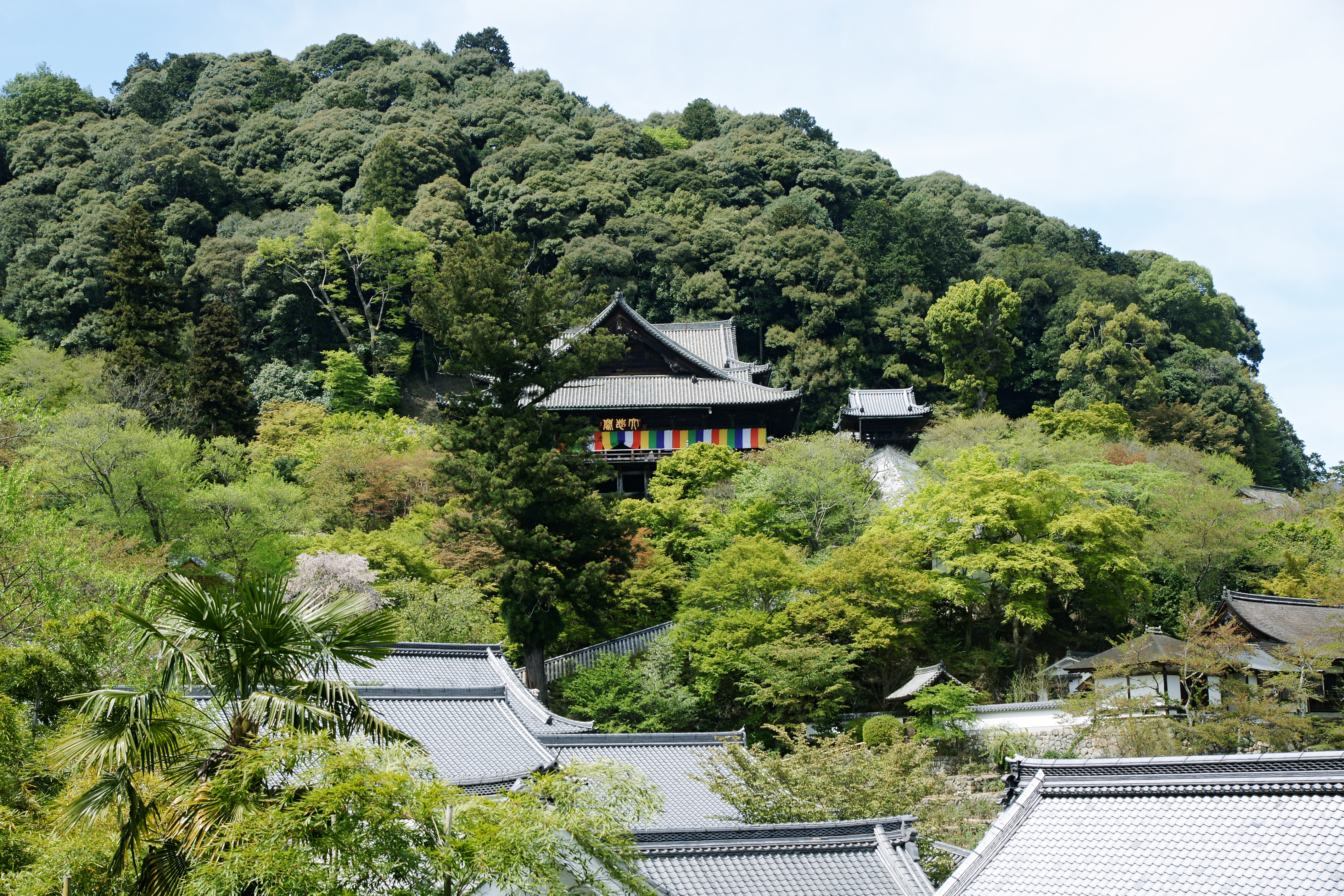
長谷寺

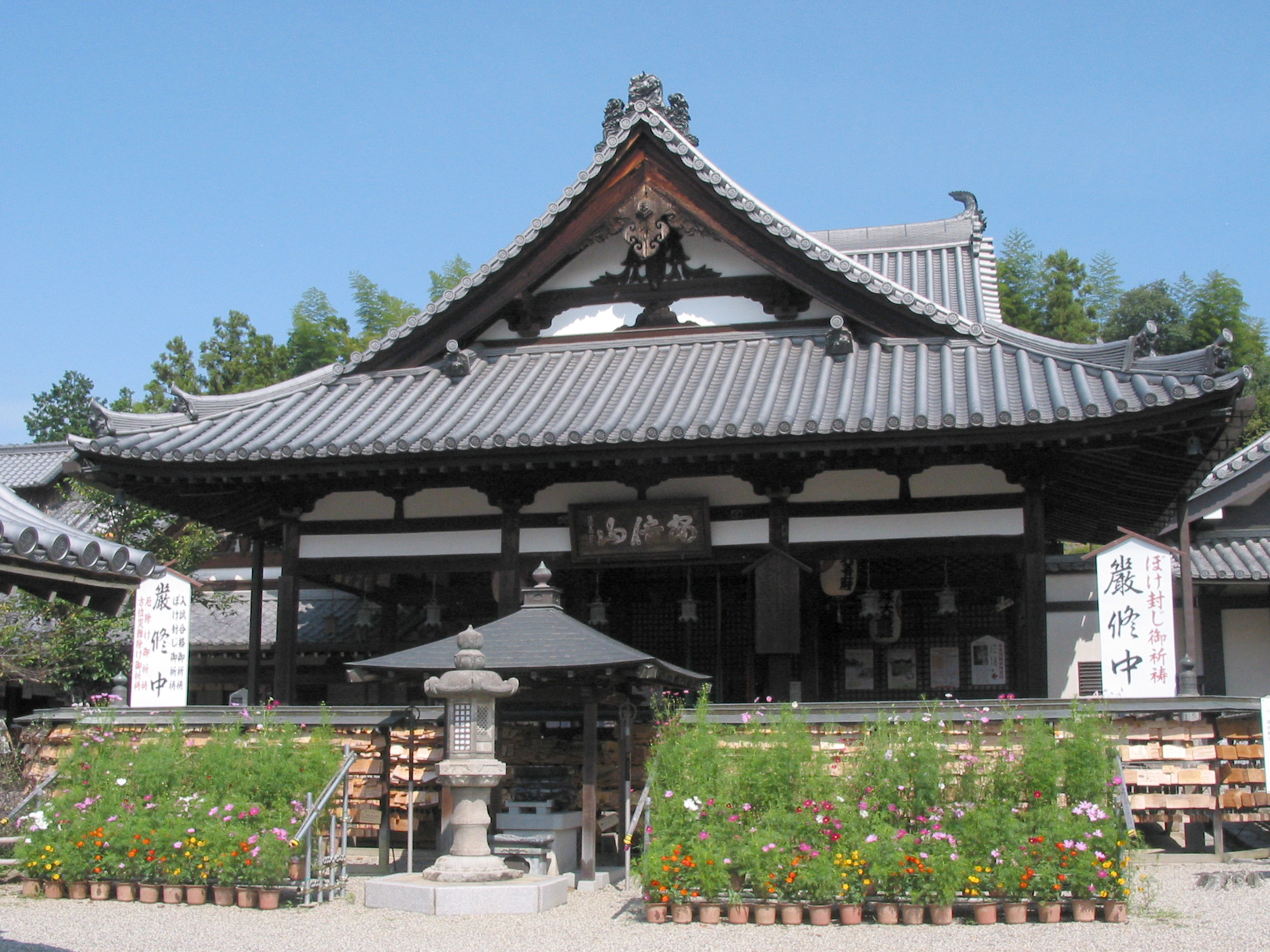
安部文殊院

### 神社
- 大神神社 - 式内大社、大和国一宮、二十二社、官幣大社、建造物3件と美術工芸品2件が重要文化財

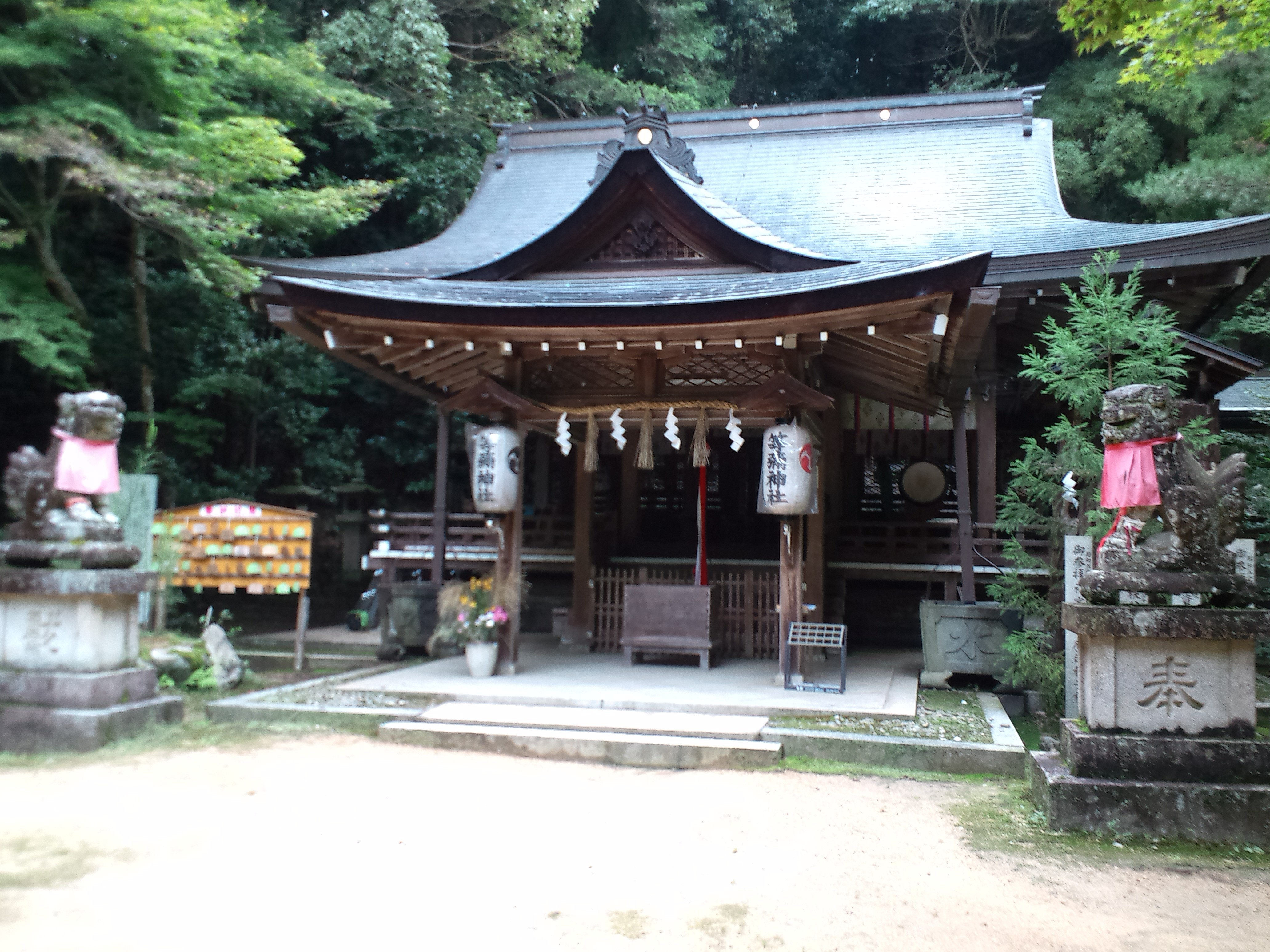
等彌神社

- 玉列神社
- 笠山荒神社‐日本三大荒神の一つ。
- 等彌神社 穴師坐兵主神社

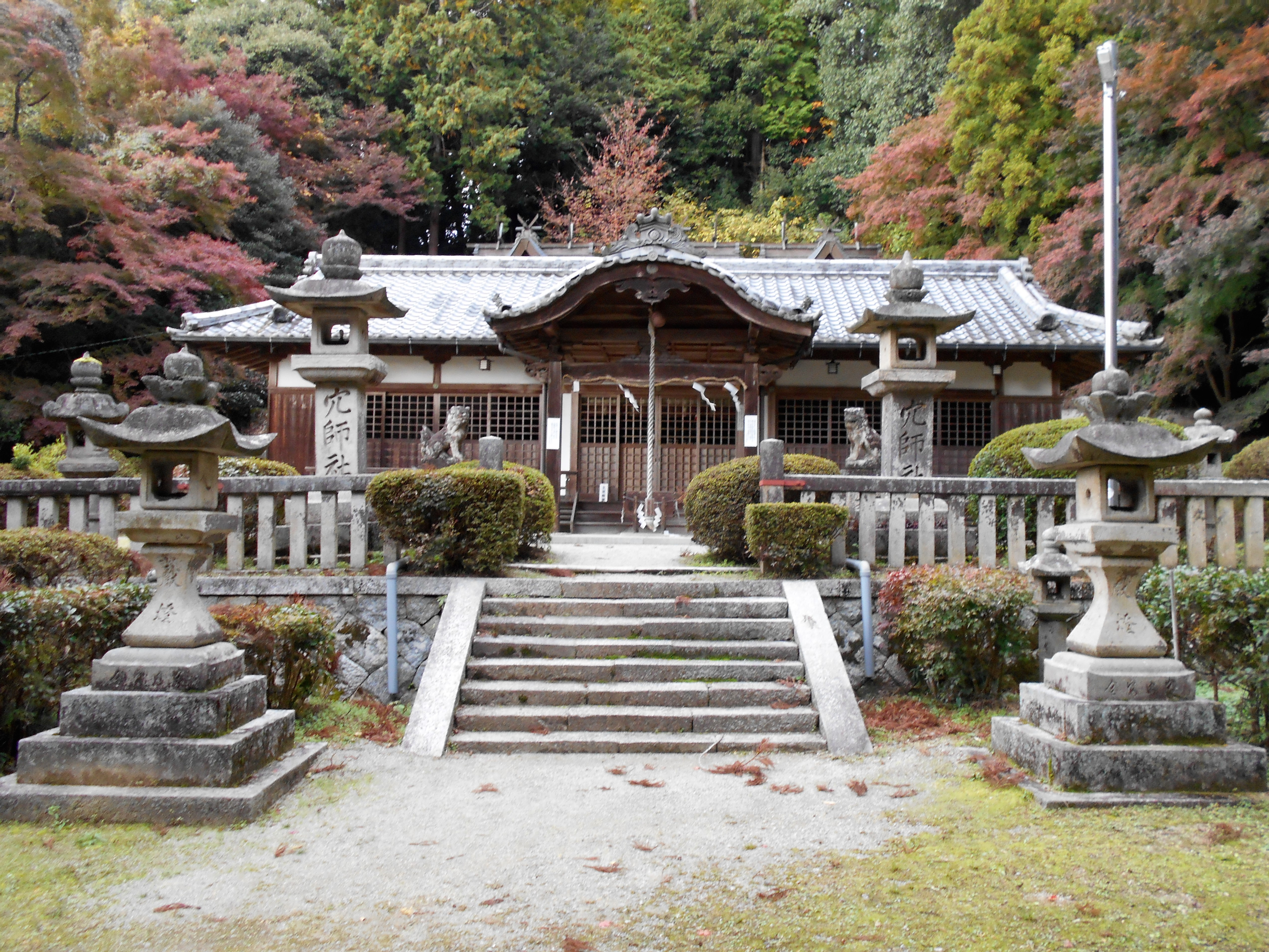
穴師坐兵主神社

- 穴師坐兵主神社談山神社 - ・国宝（考古資料）粟原寺三重塔伏鉢（奈良国立博物館寄託）・十三重塔が重要文化財、建造物3件（15棟）・美術工芸品11件が重要文化財
- 等彌神社
- 白山神社 - 雄略天皇泊瀬朝倉宮跡と推定される。
- 十二柱神社 - 武烈天皇泊瀬列城宮跡と推定される。
- 若桜神社 (桜井市) - 延喜式内社の磐余稚桜神社とされる。旧村社。
- 宗像神社 (桜井市) - 延喜式に宗像大神三座の記載あり。古くは従一位で高位の神社であった。

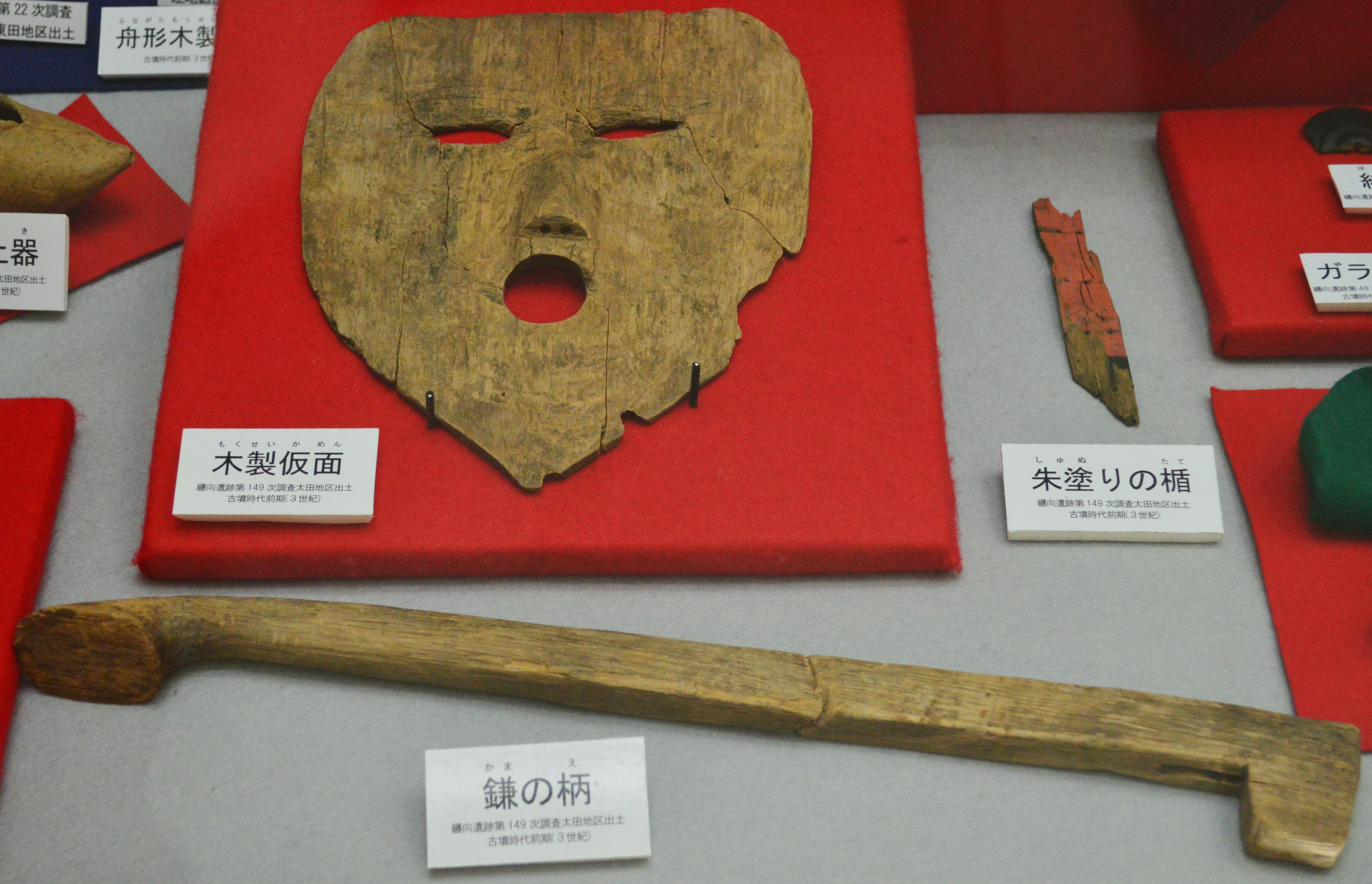
纏向遺跡の木製仮面（桜井市立埋蔵文化財センター）

### 寺院
- 長谷寺 - 西国三十三所第八番札所、本堂、銅板法華説相図、長谷寺経の3件が国宝、建造物2件（17棟）・美術工芸品13件が重要文化財
- 法起院 - 西国三十三所番外札所
- 安倍文殊院 - 木造騎獅文殊菩薩及び脇侍像（快慶作）が国宝、白山神社本殿が重要文化財
- 聖林寺 - 木心乾漆十一面観音立像が国宝
- 平等寺
- 玄賓庵-木造不動明王坐像が重要文化財
- 慶田寺‐織田有楽斎墓所
- 石位寺 - 石造浮彫伝薬師三尊像（忍阪区管理）が重要文化財

### 古道（ハイキングコース）
- 山の辺の道
- 初瀬街道
- 磐余（いわれ）の道・山田道
- 多武峯道
- 忍阪（おっさか）・粟原道

### 史跡
- 山田寺跡（特別史跡）出土物の東回廊（飛鳥資料館展示）および東大谷日女神社石灯篭が重要文化財
- 粟原寺跡（史跡）
- 安倍寺跡（史跡）
- 文殊院西古墳（特別史跡）
- 段ノ塚古墳（舒明天皇陵）
- 箸墓古墳（倭迹迹日百襲姫命墓）
- 纒向古墳群（史跡）
- 桜井茶臼山古墳（史跡）
- メスリ山古墳（史跡）
- 花山塚古墳（史跡）
- 珠城山古墳群（史跡）
- 艸墓古墳（史跡）
- 茅原大墓古墳（史跡）

### 観光スポット
- 卑弥呼の庄（閉鎖）
- 倉橋ため池ふれあい公園

### 祭事
- 江包・大西の御綱（お綱祭り・重要無形民俗文化財）
- 大和さくらい万葉まつり
- おんぱら（祭綱越神社）
- 春の大神祭（大神神社）
- 繞道祭（大神神社）
- 蹴鞠祭（談山神社）
- 嘉吉祭（談山神社）
- 伊勢太神楽（玉列神社）
- 安倍文殊院の文殊お会式

## 出身著名人
- 倭迹迹日百襲姫命 - 卑弥呼がいた西暦200年代に建設された日本初の本格的な前方後円墳箸墓古墳の埋葬者である巫女的な皇女。
- 崇神天皇 - 第10代天皇。日本全国に四道将軍を派遣するなど日本の統一を進めヤマト王権の基礎を作り神武天皇と同様ハツクニシラススメラミコトの称号を与えられた天皇。桜井市内の行燈山古墳に埋葬される。卑弥呼の弟の説あり。
- 谷岡登 - 大阪商業大学創設者
- 保田與重郎 - 日本浪曼派の文学者
- 奥田平次 - アメリカの実業家。旧安倍村出身の日系一世。
- モブ・ノリオ - 作家
- 谷中安規 - 版画家
- 月山貞一 (二代)  - 刀匠、人間国宝。月山 (刀工) 参照。
- 月山貞利 - 刀匠、県無形文化財
- 川口由一 - 自然農の実践者
- 麿赤児 - 舞踏家、俳優 ※出生地は石川県金沢市。
- 松出直也 - ミュージカル俳優
- 叶れい子 - 演歌歌手
- 茉井良菜 - アイドル（煌めき☆アンフォレント）
- 田中めぐみ（愛） - フリーアナウンサー
- 哲夫 - お笑い芸人（笑い飯）
- 松谷賢示 - お笑い芸人（水玉れっぷう隊） ※出生地は吉野郡天川村。
- 渡辺裕薫 - 漫才師（シンデレラエキスプレス） ※出生地はアメリカ合衆国ニューヨーククイーンズ。
- 岩本計介 - 朝日放送テレビアナウンサー
- 野々垣武志 - 元プロ野球選手
- 庄田隆弘 - 元プロ野球選手
- 長崎伸一 - 元プロ野球選手
- 前田俊介 - プロサッカー選手（沖縄SV）
- 力皇猛 - 元力士、元プロレスラー
- マサヤ・イチ - グラフィックデザイナー
- 松井正剛 - 桜井市長
- 森若菜 - 元女子プロ野球選手

## 桜井市にゆかりのある和歌
- 三輪山をしかも隠すか雲だにも情あらなも隠さふべしや （額田王『枕草子 十段』）
- 巻向の檜原もいまだくもゐねば小松が末ゆあは雲流る （大伴家持）
- 憂かりける人を初瀬の山おろしよはげしかれとは祈らぬものを （源俊頼）
- 大和は国のまほろばたたなづく青垣山ごもれる大和し美し （倭建命『古事記』）
- こもりくの 泊瀬の国に さよばひに 我が来たれば たな曇り 雪は降り来 さ曇り 雨は降り来 野つ鳥 雉はとよむ 家つ鳥 かけも鳴く さ夜は明け この夜は明けぬ 入りてかつ寝む この戸開かせ （作者未詳『万葉集』）
- こもりくの 泊瀬小国に よばひせす 我が天皇よ 奥床に 母は寝ねたり 外床に 父は寝ねたり 起き立たば 母知りぬべし 出でて行かば 父知りぬべし ぬばたまの 夜は明け行きぬ ここだくも 思ふごとならぬ 隠り妻かも （作者未詳『万葉集』）
- こもりくの 泊瀬小国に 妻しあれば 石は踏めども なほし来にけり （作者未詳『万葉集』）